# Tercio (fracción)
Un tercio (cuya forma femenina tercia ha caído en desuso) es igual a la repartición de una unidad en tres de partes iguales. Es catalogado como un número decimal periódico y representado con 0,333... y con la fracción 1 / 3.
| {\displaystyle Un\ tercio=10^{-3}=0,\ 333...\,} |

## Usos
El vocablo «tercio», entendido como la división en tres partes de un todo, se aplica en varios ámbitos.

### Caballería y equitación
Cada una de las tres partes que se consideran en la altura de una caballería: la primera, «desde el casco a la rodilla»; la segunda, «hasta el encuentro», y la tercera, «hasta la cruz».
O bien, cada uno de los tres períodos que se consideran en la carrera del caballo, es decir, «arrancar», «correr» y «empezar a parar»).

### Religión
Cada una de las tres partes en que se divide el rosario.

### Unidad de volumen
Capacidad de las botellas, principalmente de cerveza pero también de otras sustancias, que reciben el mismo nombre.